# Roupala ferruginea
Roupala ferruginea är en tvåhjärtbladig växtart som beskrevs av Carl Sigismund Kunth. Roupala ferruginea ingår i släktet Roupala och familjen Proteaceae. Inga underarter finns listade i Catalogue of Life.